# Lil' Beethoven
Lil' Beethoven è il diciannovesimo album in studio del gruppo musicale statunitense Sparks, pubblicato nel 2002.

## Tracce
Side 1
1. The Rhythm Thief – 5:18
2. How Do I Get To Carnegie Hall? – 3:50
3. What Are All These Bands So Angry About? – 3:32
4. I Married Myself – 4:59
5. Ride 'Em Cowboy – 4:20

Side 2
1. My Baby's Taking Me Home – 4:42
2. Your Call's Very Important To Us. Please Hold. – 4:11
3. Ugly Guys With Beautiful Girls – 7:06
4. Suburban Homeboy – 2:58

## Formazione
- Russell Mael – voce, programmazioni
- Ron Mael – tastiera, programmazioni
- Tammy Glover – batteria
- Dean Menta – chitarra